# Capitalisme de vigilància
El capitalisme de vigilància (en anglès, surveillance capitalism) és un concepte utilitzat i popularitzat des de 2014 per la psicòloga social Shoshana Zuboff que es refereix a la mercantilizació de dades personals, és a dir, en la transformació d'informació personal en una mercaderia subjecta a la compravenda amb finalitats de lucre.

## Context
Les pressions econòmiques del capitalisme impulsen la intensificació de la connexió i la vigilància en línia, de manera que els espais de vida social s'estan obrint a la saturació per part d'actors corporatius dirigits a l'obtenció de beneficis i/o a la regulació de l'acció. Turow escriu, de forma pertinent, que «la centralitat del poder corporatiu és una realitat directa en el mateix cor de l'era digital».:17 El capitalisme s'ha central en expandir la proporció de la vida social que està oberta a la recopilació i al processament de dades. Això pot tenir importants conseqüències per a la vulnerabilitat i el control de la societat, així com per a la privadesa. No obstant això, la major recopilació de dades també pot tenir avantatges per als individus i per a la societat, com la autooptimització (el jo quantificat o quantified self), les optimitzacions societals (com a les ciutats intel·ligents) i la creació i optimització de serveis (per exemple, a través de diverses aplicacions web). Així i tot, la recol·lecció i el processament de dades en el context de la motivació nuclear del capitalisme, la cerca de benefici, pot presentar un perill inherent.
Zuboff contrasta la producció en massa del capitalisme industrial amb el capitalisme de vigilància. Per a ella, el primer és interdependent amb les seves poblacions que són els seus consumidors i empleats, mentre que el segon s'alimenta de poblacions dependents que no són ni els seus empleats ni els seus consumidors i en gran manera desconeixen els seus procediments.
La vigilància ha anat canviant les estructures de poder en l'economia de la informació. Aquest fenomen podria presentar un canvi en les estructures de poder més enllà de l'Estat-nació i cap a una forma de corporatocracia.
Oliver Stone, director de la pel·lícula Snowden, va apuntar al videojoc basat en l'úbicació Pokémon Go com l'«últim senyal del fenomen emergent del capitalisme de vigilància».
En 2014, Vincent Mosco va qualificar de «capitalisme de vigilància» a la comercialització d'informació sobre clients i subscriptors als anunciants, prenent nota de l'Estat de vigilància que es manifesta al costat d'ell. Per a Christian Fuchs, existeix una convergència entre l'Estat de vigilància i el capitalisme de vigilància. De manera similar, Zuboff adverteix que la situació es complica encara més a causa dels acords altament opacs que es fan amb els aparells de seguretat de l'Estat. Segons Trebor Scholz, les empreses utilitzen a les persones com a informants per a aquest tipus de capitalisme.

## Teoría

### Shoshana Zuboff
En la teoria de Zuboff, el capitalisme de vigilància és una nova forma de mercat i una lògica específica d'acumulació capitalista. En el seu assaig de 2014, A Digital Declaration: Big Data as Surveillance Capitalism («Una declaració digital: el big data com a capitalisme de vigilància»), ho va caracteritzar com una «variant radicalment desencaixada i extractiva del capitalisme de la informació» basat en la mercantilizació de la «realitat» i la seva transformació en dades de comportament per a la seva anàlisi i venda.
En un altre article de 2015, Zuboff va analitzar les implicacions socials d'aquesta mutació del capitalisme. Va diferenciar entre «actius de vigilància», «capital de vigilància» i «capitalisme de vigilància» i la seva dependència d'una arquitectura global de mediació informàtica que denomina el «Gran Altre», una nova expressió de poder, distribuïda i en gran manera incontestada, que constitueix mecanismes ocults d'extracció, mercantilizació i control que amenaça valors fonamentals com la llibertat, la democràcia i la privadesa.
Segons Zuboff, el capitalisme de vigilància es va iniciar amb Google i més tard Facebook, bàsicament de la mateixa manera en què el capitalisme de producció en massa i de gestió es va iniciar en Ford i General Motors un segle abans, i s'ha convertit en l'actualitat en la forma dominant del capitalisme de la informació.
En la seva conferència a la Universitat d'Oxford publicada en 2016, Zuboff va identificar els mecanismes i les pràctiques del capitalisme de vigilància, inclosa la fabricació de «productes de predicció» a la venda als nous «mercats de futurs de comportament». Va introduir el concepte de «despossessió per vigilància» i va argumentar que desafia les bases psicològiques i polítiques de l'autodeterminació, ja que concentra els drets en el règim de vigilància. Això es descriu com un «cop (d'Estat) des de dalt».

#### Característiques principals
El llibre de Shoshana Zuboff The Age of Surveillance Capitalism («L'era del capitalisme de vigilància») es va publicar el 15 de gener de 2019. És una anàlisi detallada del poder sense precedents del capitalisme de vigilància i la cerca per part d'empreses poderoses del poder per predir i controlar el nostre comportament. Zuboff identifica quatre característiques clau en la lògica del capitalisme de vigilància i segueix de forma explícita les quatre característiques clau identificades per l'economista cap de Google, Hal Varian:
1. L'impuls cap a una creixent extracció i anàlisi de dades.
2. El desenvolupament de noves formes de contractes mitjançant el monitoratge per ordinador i l'automatització.
3. El desig de personalitzar i adequar els serveis oferts als usuaris de plataformes digitals.
4. L'ús de la infraestructura tecnològica per dur a terme experiments continus sobre els seus usuaris i consumidors.

#### Anàlisi
Zuboff compara l'acte de reclamar privadesa als capitalistes de la vigilància o mobilitzar-se perquè es posi fi a la vigilància comercial en Internet amb reclamar a Henry Ford que es fabriqués cada Model T a mà i afirma que tals exigències són amenaces existencials que violen els mecanismes bàsics de la supervivència de l'entitat.
Zuboff adverteix que els principis d'autodeterminació podrien desaparèixer a causa de «la ignorància, la indefensió apresa, la falta d'atenció, la inconveniència, l'habituació o la deriva», i afirma que «tendim a dependre de models mentals, vocabularis i eines destil·lats de catàstrofes passades», en referència als règims totalitaris del segle xx o les pràctiques monopolísticas predatories del capitalisme de l'Edat Daurada, sent les contramedidas desenvolupades per combatre aquestes amenaces anteriors insuficients o fins i tot inadequades per fer front als nous desafiaments.
Així mateix, planteja la pregunta: «serem els amos de la informació o serem els seus esclaus?», i declara que «si el futur digital va a ser la nostra llar, llavors som nosaltres els qui hem de fer que així sigui».
En el seu llibre, Zuboff aborda les diferències entre el capitalisme industrial i el capitalisme de vigilància: el capitalisme industrial explotava la naturalesa, mentre que el capitalisme de vigilància explota la naturalesa humana.

### Foster and McChesney
El terme «capitalisme de vigilància» també ha estat empleat pels economistes polítics John Bellamy Foster i Robert W. McChesney, encara que amb un significat diferent. En un article publicat en Monthly Review en 2014, ho apliquen per descriure la manifestació de la «necessitat insaciable de dades» de la financiarització, que expliquen com «l'especulació del creixement a llarg termini dels actius financers en relació amb el PIB» introduïda als Estats Units per la indústria i el govern en els anys 1980, i que va sorgir del complex militar-industrial i de la indústria de la publicitat.

## Resposta
En el nou marc del capitalisme de vigilància, nombroses organitzacions han lluitat per la llibertat d'expressió i pel dret a la intimitat, i diversos governs nacionals han promulgar lleis de privadesa. També es pot concebre que les noves capacitats i usos de la vigilància requereixin de canvis estructurals cap a un nou sistema per evitar el seu ús indegut. 
En la seva conferència The epic struggle of the internet of things («La lluita èpica del internet de les coses») de 2014 en l'Institut Strelka, Bruce Sterling va explicar com els productes de consum podien convertir-se en objectes de vigilància que rastregen la vida quotidiana de les persones, i va destacar les aliances entre empreses multinacionals que desenvolupen sistemes de vigilància basades a la internet de les coses que alimenten el capitalisme de vigilància.
En 2015, l'obra Unfit Bits de Tega Brain i Surya Mattu anima als usuaris a subvertir les dades d'activitat física recopilats per dispositius de mesurament de Fitbit, per exemple, connectant el dispositiu a un metrònom o a la roda d'una bicicleta. En 2018, Brain va crear un projecte juntament amb Sam Lavigne anomenat New Organs («Òrgans nous») que recopila històries de persones que estan sent monitorizadas online i offline.
El documental de 2019 El Gran Hackeo explica la història de com l'empresa Cambridge Analytica va utilitzar Facebook per manipular les eleccions presidencials dels Estats Units de 2016. El perfilat profund d'usuaris i de difusions de notícies a través d'algoritmes de caixa negra va ser presentat com la font principal del problema, la qual cosa també s'esmenta en el llibre de Zuboff.